# Мейсенс, Ян
Ян (Иоаннес, Йоханнес) Мейсенс (нидерл. Joannes Meyssens; 17 мая 1612, Брюссель — 18 сентября 1670, Антверпен) — южнонидерландский (фламандский) рисовальщик, живописец и гравёр, мастер офорта Золотого века нидерландского искусства, а также издатель гравюр и торговец произведениями искусства.

## Биография

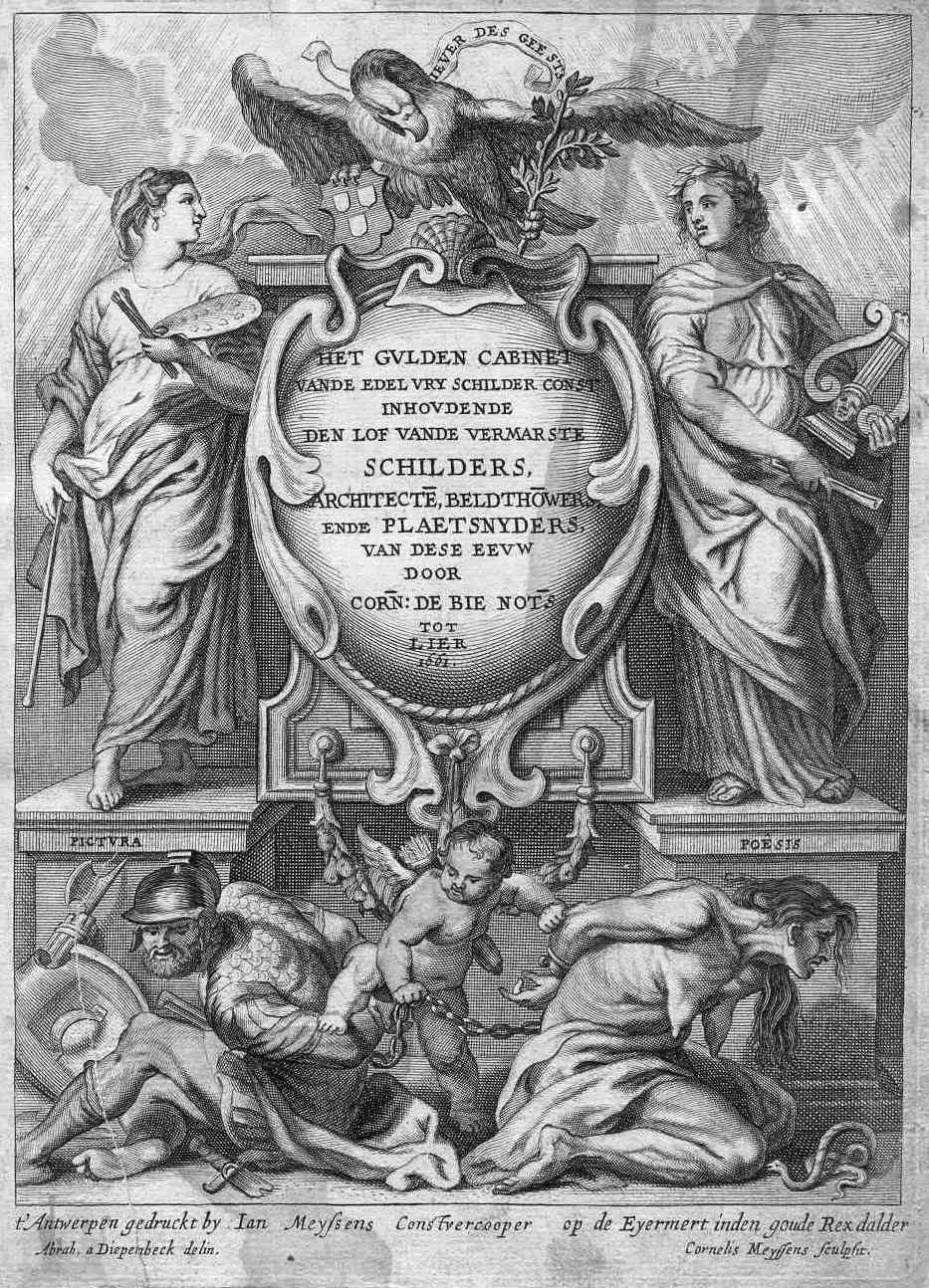
Фронтиспис издания Корнелиса де Би «Золотой кабинет благородного свободного искусства живописи», 1662

Ян Мейсенс родился в Брюсселе, но в раннем возрасте переехал в Антверпен, где в 1640 году стал мастером Гильдии Святого Луки. Он женился на Анне Якобс (умерла в 1678 году). Сын Яна Мейсенса Корнелис стал художником-гравёром, работал в Вене.
Мейсенс сотрудничал с многими живописцами и гравёрами, но наиболее известен сборником гравюр, опубликованном в 1649 году в Антверпене под названием «Изображения разных людей возвышенного духа, которые благодаря своему искусству и науке будут жить вечно и чья похвала и слава изумляют мир, в Антверпене, выпущенные в свет художником и продавцом произведений искусства Яном Мейсенсом на выставке Камместрет в году M.DC.XLIXI» (фр. Image de divers hommes d'esprit sublime qui par leur art et science devront vivre eternellement et des quels la lovange et renommée faict estonner le monde, A Anvers mis en lumiere par Iean Meyssens peinctre et vendeur de lart au Cammestraet l'an MDCXLIX). Этот фолиант с гравированными портретами многих известных людей многократно переиздавался и имел важнейшее значение в качестве иконографического источника для художников и историков искусства, особенно для «Золотого кабинета благородного свободного искусства живописи» Корнелиса де Би (Het Gulden Cabinet vande Vry Schilder-Const, Антверпен, 1662) — собраний биографий художников XVII века, статей о теории искусства и стихов, восхваляющих «благородное занятие живописью».
В 1694 году в Лондоне была опубликована английская версия под названием «Истинные изображения самых выдающихся живописцев и других известных художников, процветавших в Европе» (The True Effigies of the most Eminent Painters, and other famous artists that have flourished in Europe).
Под каждой гравюрой Мейсенс добавлял описания на французском языке, которые использовались в качестве биографических заметок более поздними историками искусства, такими как Филиппо Бальдинуччи, Иоахимом фон Зандрартом и Арнольдом Хоубракеном.
Как художник-гравёр Мейсенс оказал влияние на Теодора ван Мерлена.